# Kite (piosenka U2)
Kite – ballada rockowa irlandzkiej grupy U2, pochodząca z wydanego w 2000 roku ich albumu, All That You Can’t Leave Behind. Mimo że utwór nie został wydany jako singel, osiągnął bardzo dużą popularność wśród fanów zespołu.
Piosenka nabrała szczególnego znaczenia w 2001 roku, kiedy Bono stracił ojca, Boba Hewsona. Bono zmienił wtedy jeden z wersów utworu, z „The last of the rock stars” na „The last of the opera stars”. Było to nawiązaniem do jego przeszłego zajęcia – amatorskiego śpiewania operowego. Bono oddał hołd swojemu ojcu poprzez wzruszające wykonanie piosenki, uwieczniona na U2 Go Home: Live from Slane Castle. Przed zagraniem utworu przypomniał o pewnym zdarzeniu z przeszłości, a mianowicie o tym, gdy pewnej nocy Bob Hewson wraz z ojcem The Edge’a upili się i idąc razem ulicą, śpiewali.
7 listopada 2006 roku, podczas koncertu w australijskim Brisbane zespół po długiej przerwie wykonał „Kite” na żywo. Był to także pierwszy raz, gdy piosenka zamykała koncert. Od tamtej pory utwór był podczas australijskiej trasy Vertigo Tour za każdym razem zespół kończy występy piosenką „Kite”. Dodatkowo zakończyła ona także koncert grupy w Auckland, w Nowej Zelandii. Wersja utworu na żywo nagrana na Telstra Stadium w Sydney, w ramach tej trasy, została wydana na singlu „Window in the Skies”, 1 stycznia 2007 roku.